# Chevrolet Cavalier (Ameryka Północna)
Chevrolet Cavalier – samochód osobowy klasy kompaktowej produkowany pod amerykańską marką Chevrolet w latach 1981 – 2005.

## Pierwsza generacja

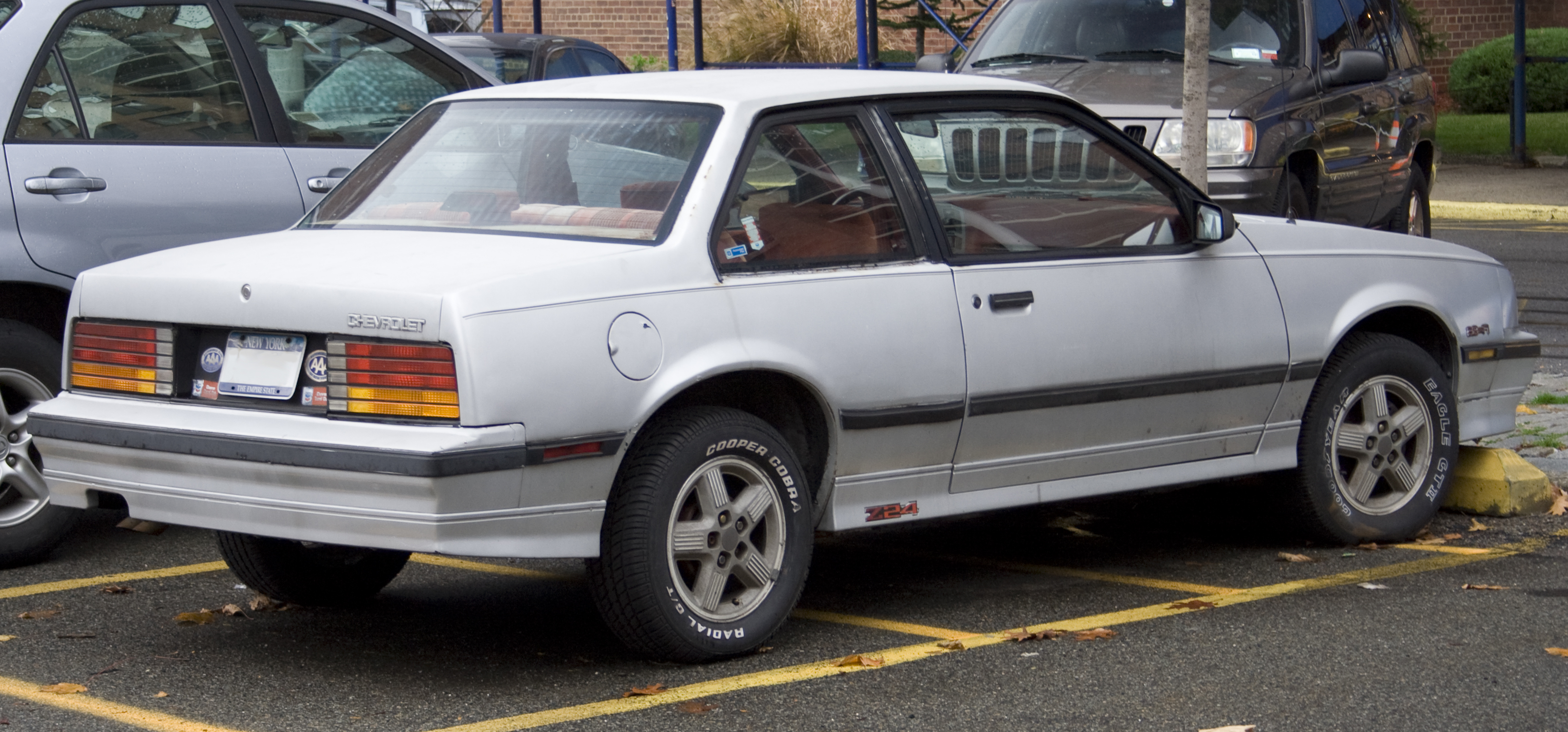
Chevrolet Cavalier I Coupe - tył

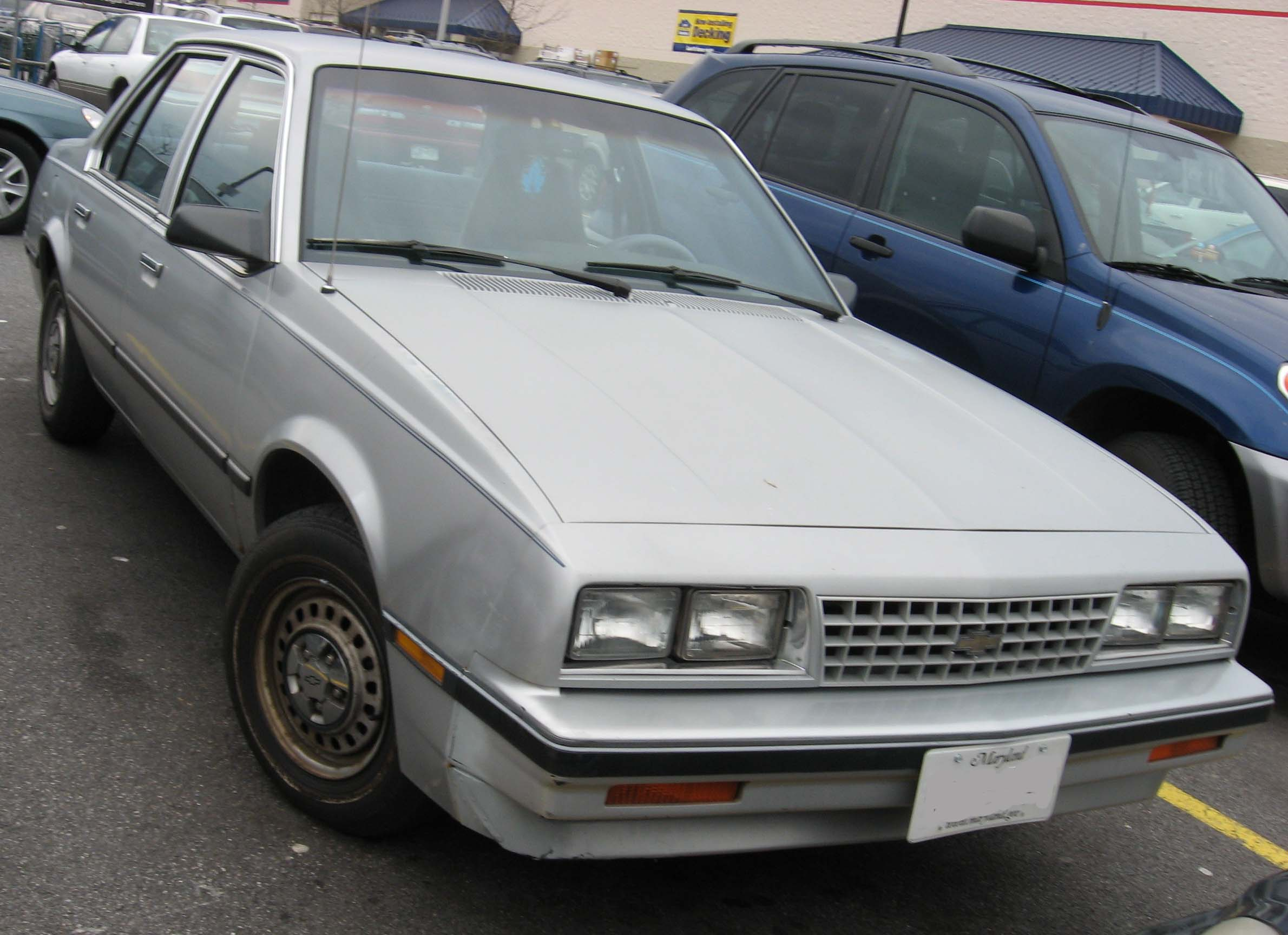
Chevrolet Cavalier I po liftingu

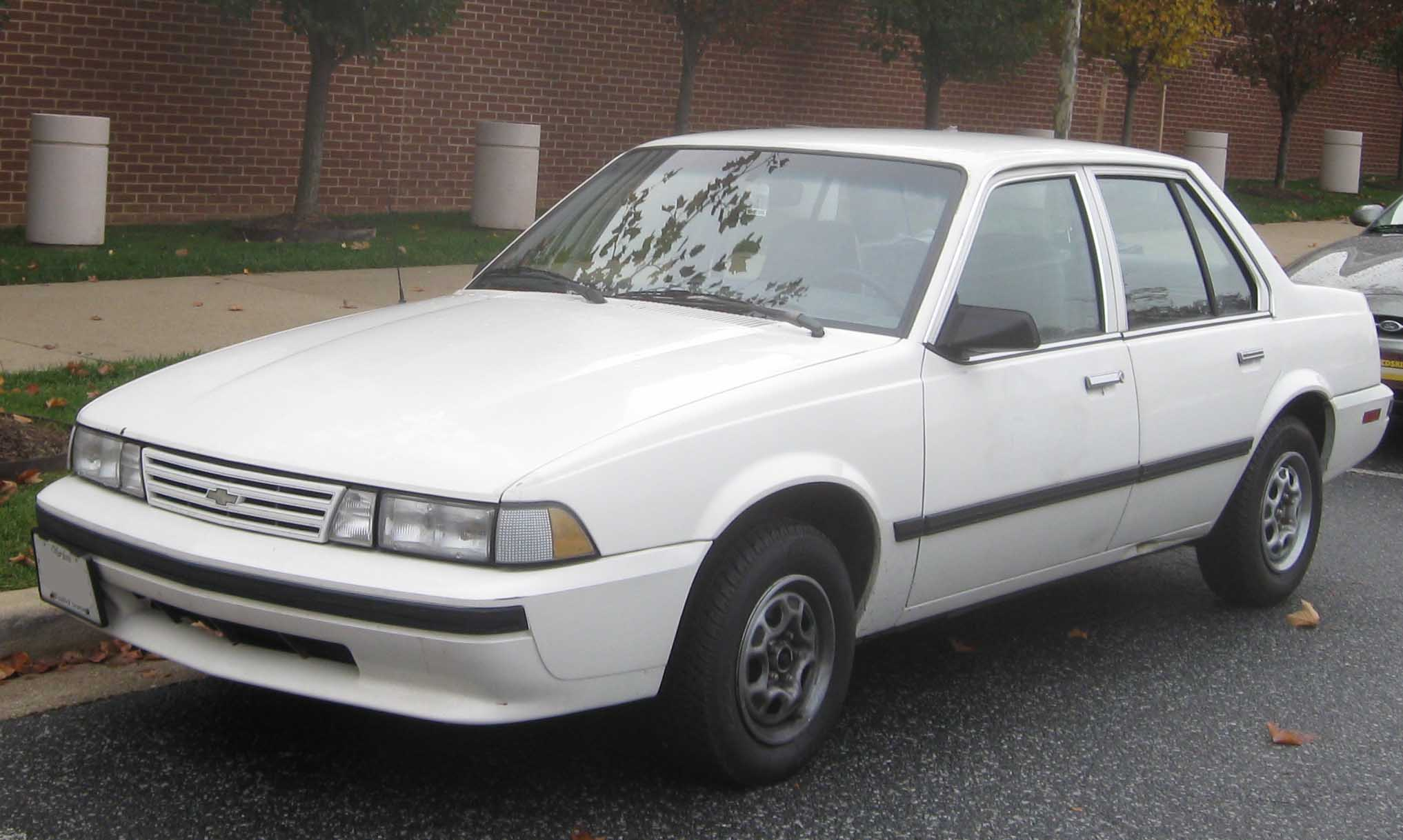
Chevrolet Cavalier I po drugim liftingu

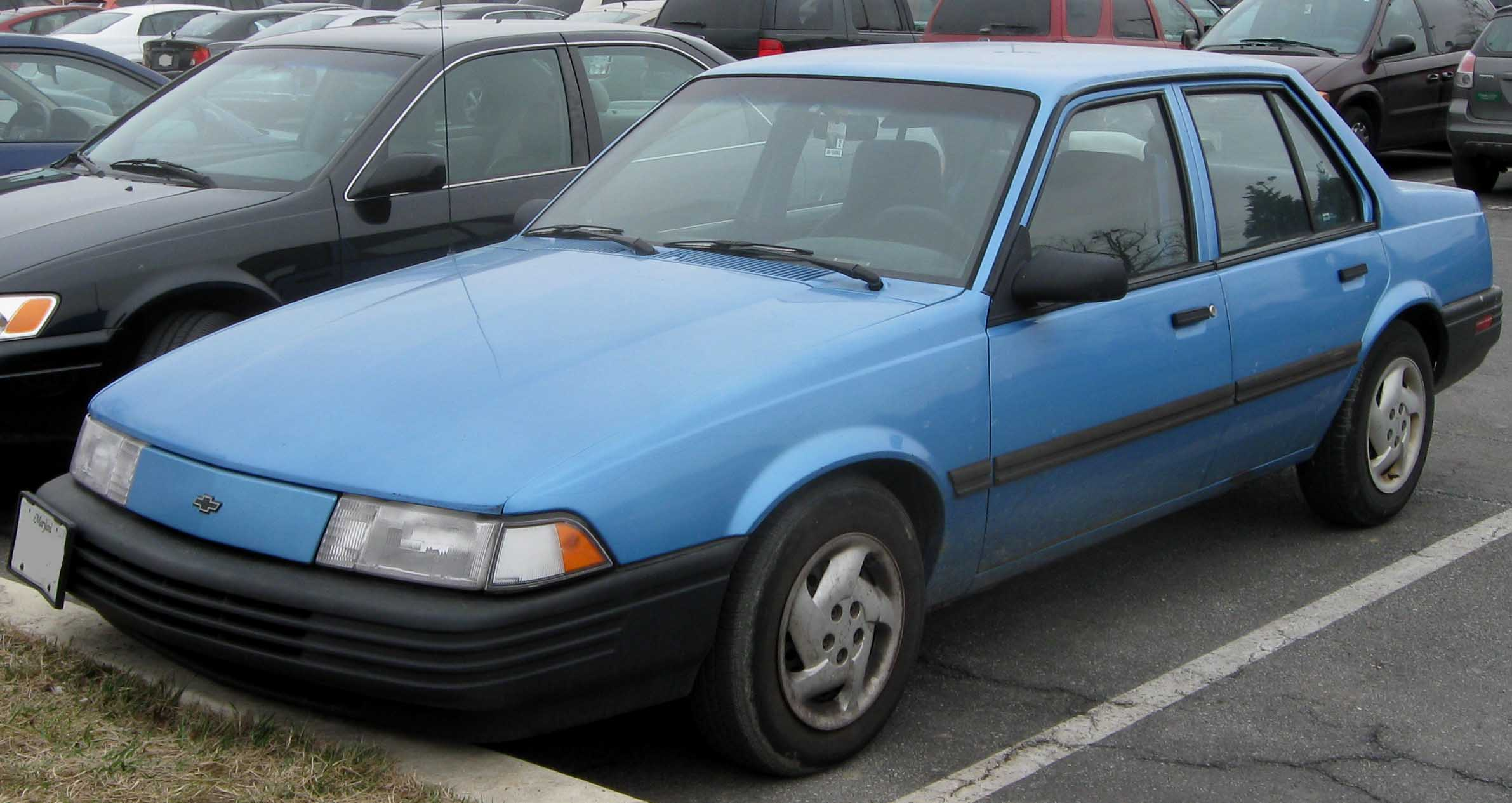
Chevrolet Cavalier I po trzecim liftingu

Chevrolet Cavalier I został zaprezentowany po raz pierwszy w 1981 roku.
Chevrolet Monza pełniący dotychczas funkcję kompaktowego pojazdu amerykańskiej marki został zastąpiony z początkiem lat 80. XX wieku przez zupełnie nową konstrukcję zbudowaną na globalnej platformie  J-body koncernu General Motors.
Od bliźniaczych modeli oferowanych zarówno równolegle w Ameryce Północnej, jak i na innych rynkach światowych Chevrolet Cavalier pierwszej generacji odróżniał się tradycyjnie innym wyglądem przedniej i tylnej części nadwozia przy takim samym wyglądzie m.in. drzwi i bryły nadwozia.

### Restylizacje
Podczas 13 lat rynkowej obecności pierwszej generacji Cavaliera na rynku, samochód przeszedł trzy obszerne restylizacje. W ramach pierwszej, której rezultat przedstawiono w 1984 roku, pojawiły się wąskie, złożone z dwóch kloszy reflektory i atrapa chłodnicy o strukturze kraty.
Druga modernizacja odbyła się w 1987 roku, przynosząc inny wygląd przedniej i tylnej części nadwozia. Z przodu pojawiły się jednokloszowe, szerokie i podłużne reflektory, a także wąski wlot powietrza w kolorze nadwozia.
Trzecią i ostatnią modernizację przeprowadzono w 1990 roku, nadając przedniej części nadwozia charakterystyczny szpiczasty kształt. Wlot powietrza przeniesiono na zderzak, za to między reflektorami pojawiła się zaślepka w kolorze nadwozia.

### Silniki
- L4 1.8l L46
- L4 2.0l LQ5
- L4 2.0l LL8
- V6 2.8l LB6

## Druga generacja

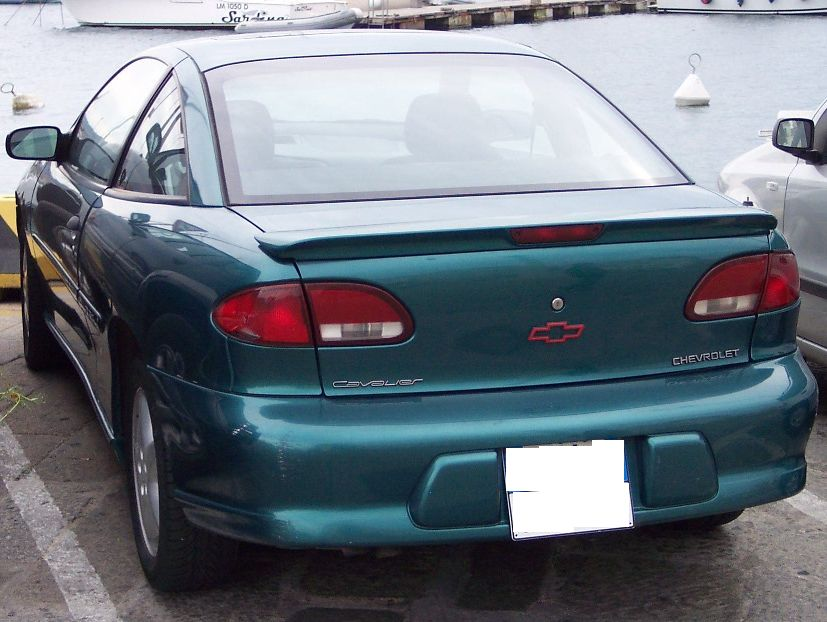
Chevrolet Cavalier II - tył

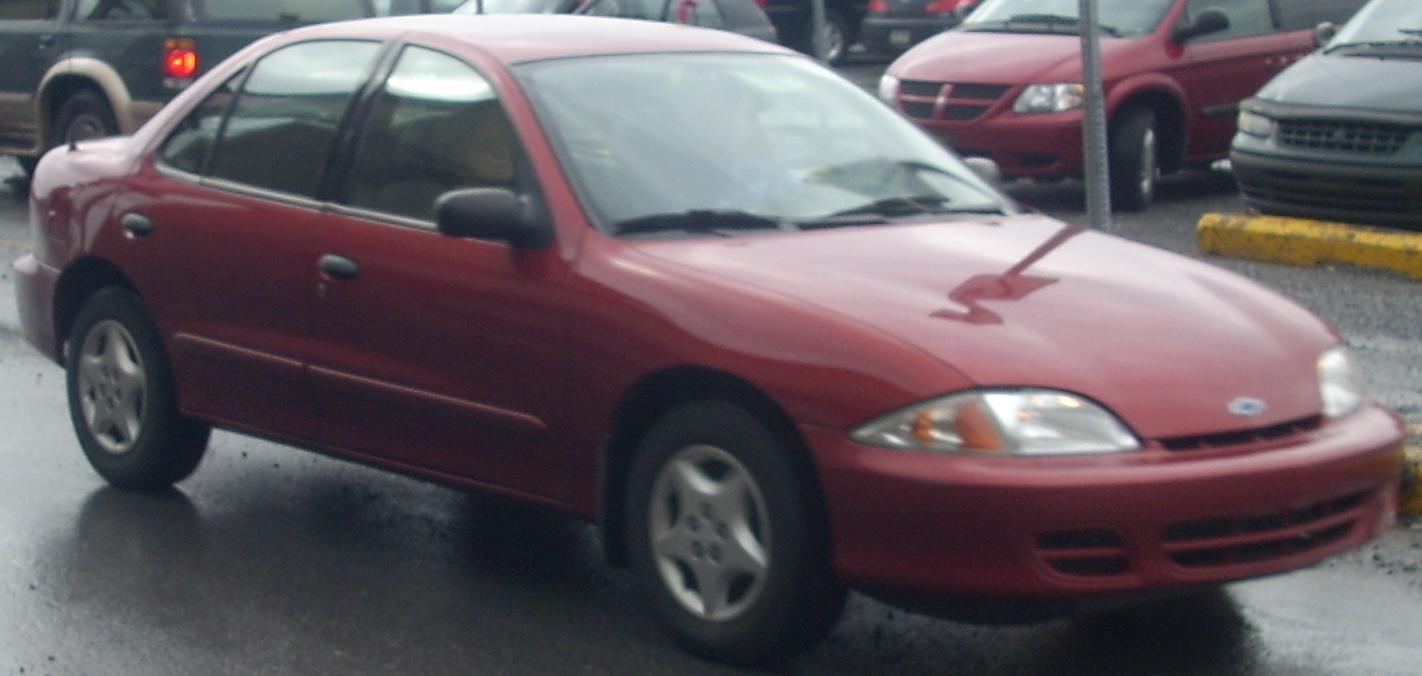
Chevrolet Cavalier II po liftingu

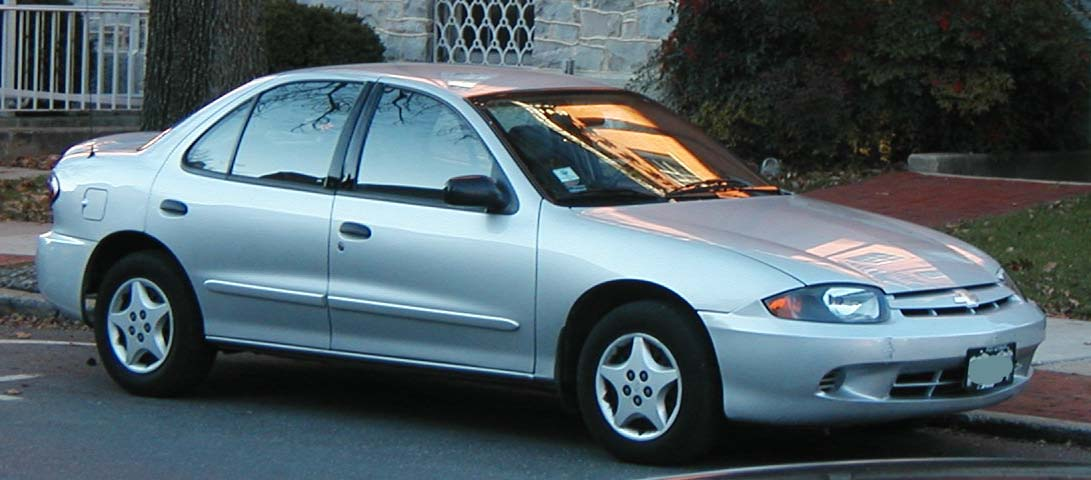
Chevrolet Cavalier II po drugim liftingu

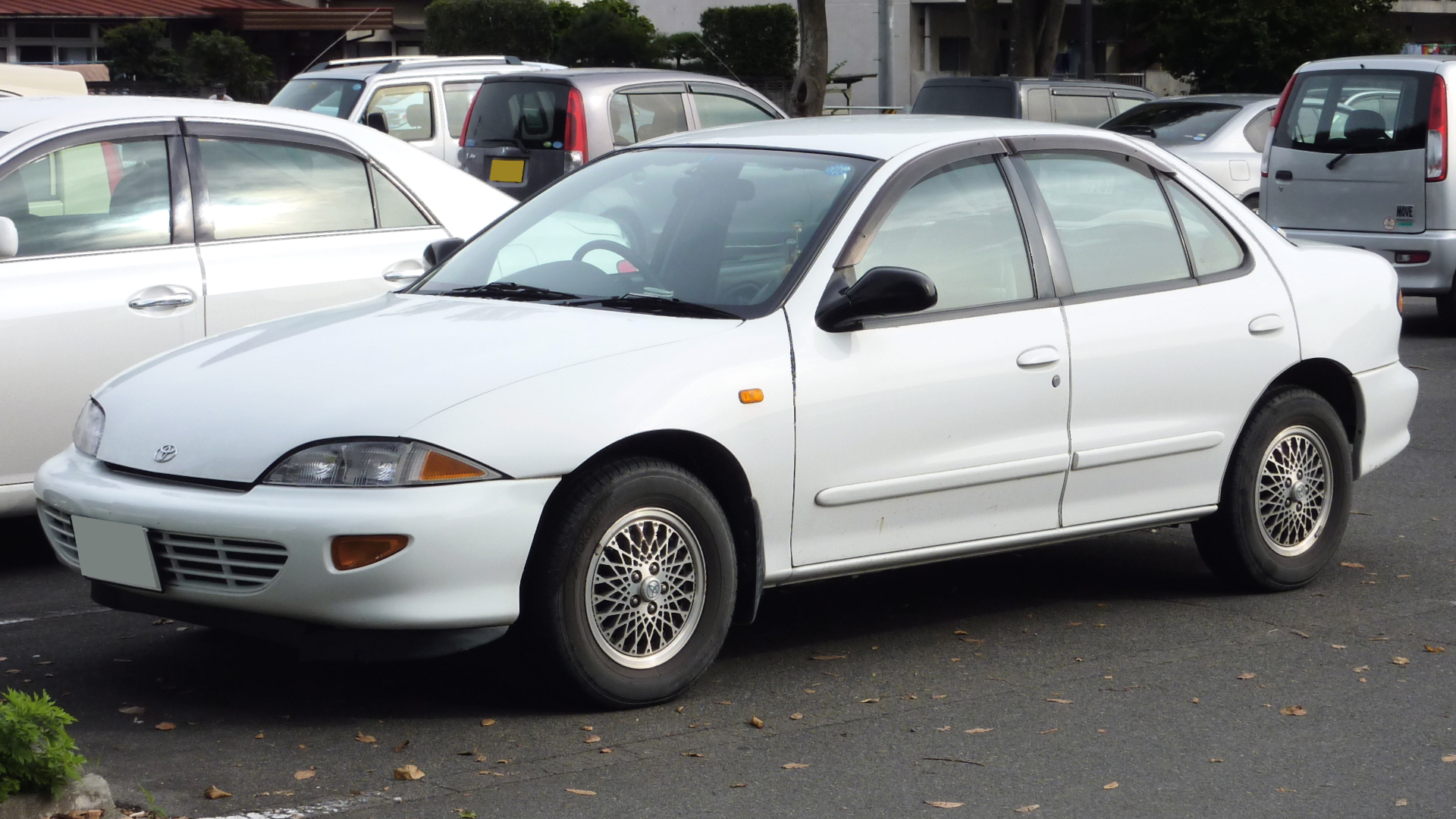
japońska Toyota Cavalier

Chevrolet Cavalier II został zaprezentowany po raz pierwszy w 1994 roku.
Druga generacja modelu przyniosła obszerną zmianę wyglądu nadwozia, które zyskało znacznie nowocześniejsze, obłe kształty z reflektorami łączącymi ostre i łukowe kształty. 
Pomimo nowej formuły, Cavalier II ponownie został oparty na platformie J-body koncernu General Motors, którą tym razem dzielił już tylko z jednym bratnim modelem - Pontiakiem Sunfire. Poza wersją sedan, gamę nadwoziową tworzyło jeszcze tylko jedne, inne, 2-drzwiowe coupe.

### Restylizacje
Podczas obecności na rynku drugiej generacji Chevroleta Cavaliera, która trwała 11 lat, samochód zmodernizowano dwukrotnie. W ramach pierwszej restylizacji z 1999 roku samochód zyskał większe reflektory z innym układem żarówek oraz zmodyfikowany zderzak.
Ponownie pas przedni odświeżono w 2002 roku. Pojawiły się tam nowe reflektory o wielokątnym kształcie, a także duża atrapa chłodnicy z logo producenta. Pod tą postacią model produkowano do 2005 roku, po czym zastąpił go zupełnie nowy kompaktowy pojazd o nazwie Cobalt. 

### Japonia
W pierwszej połowie lat 90. XX wieku w celu zachęcenia amerykańskich władz do wdrażania zatrzymania dalszych restrykcji dotyczących importu samochodów japońskich do Stanów Zjednoczonych, Toyota zawarła porozumienie z General Motors. Na jego mocy rozpoczęto import Cavaliera na preferencyjnych warunkach, sprzedając go w Japonii pod marką Toyoty jako Toyota Cavalier.  Samochód importowano przez kolejne 5 lat, kończąc go w 2000 roku.

### Silniki
- L4 2.2l LN2 OHV
- L4 2.2l L61 DOHC
- L4 2.2l L42 DOHC
- L4 2.3l LD6 DOHC
- L4 2.4l LD9 DOHC